# Neumühle (Wittelshofen)
Neumühle ist ein Gemeindeteil der Gemeinde Wittelshofen im Landkreis Ansbach (Mittelfranken, Bayern). Neumühle liegt in der Gemarkung Untermichelbach.

## Geografie
Die Einöde liegt am Hochwiesgraben, einem rechten Zufluss der Sulzach. Sie ist unmittelbar von Acker- und Grünland umgeben. Im Südosten erhebt sich der Schafbuck (458 m ü. NHN). Eine Gemeindeverbindungsstraße führt nach Obermichelbach (1,8 km westlich) bzw. nach Untermichelbach zur Kreisstraße AN 41 (0,6 km östlich).

## Geschichte
Neumühle gehörte zur Realgemeinde Untermichelbach. Die Fraisch über Neumühle hatte das ansbachische Oberamt Wassertrüdingen. Die Grundherrschaft über die Mühle hatte das Kastenamt Wassertrüdingen Von 1797 bis 1808 unterstand der Ort dem Justiz- und Kammeramt Wassertrüdingen.
Mit dem Gemeindeedikt wurde Neumühle 1809 dem Steuerdistrikt Wittelshofen und der Ruralgemeinde Untermichelbach zugewiesen. Am 1. Juli 1972 wurde Neumühle im Zuge der Gebietsreform in Bayern nach Wittelshofen eingegliedert.

### Einwohnerentwicklung
| Jahr      | 001818 | 001840 | 001861 | 001871 | 001885 | 001900 | 001925 | 001950 | 001961 | 001970 | 001987 |
| Einwohner | 7      | 4      | *      | 7      | 8      | 6      | 6      | 11     | 5      | 5      | 2      |
| Häuser    | 1      | 1      |        |        | 1      | 1      | 1      | 1      | 1      |        | 1      |
| Quelle    | [ 10 ] | [ 11 ] | [ 12 ] | [ 13 ] | [ 14 ] | [ 15 ] | [ 16 ] | [ 17 ] | [ 18 ] | [ 19 ] | [ 1 ]  |

## Religion
Der Ort ist evangelisch-lutherisch geprägt und bis heute nach St. Leonhard (Untermichelbach) gepfarrt. Die Katholiken gehören zu Heilig Kreuz (Wittelshofen), einer Expositur der Pfarrei Maria Immaculata (Dürrwangen).